# Sungai Aur (Kumpeh)
Sungai Aur is een bestuurslaag in het regentschap Muaro Jambi van de provincie Jambi, Indonesië. Sungai Aur telt 1432 inwoners (volkstelling 2010).